# Jim Boyd (Sänger)

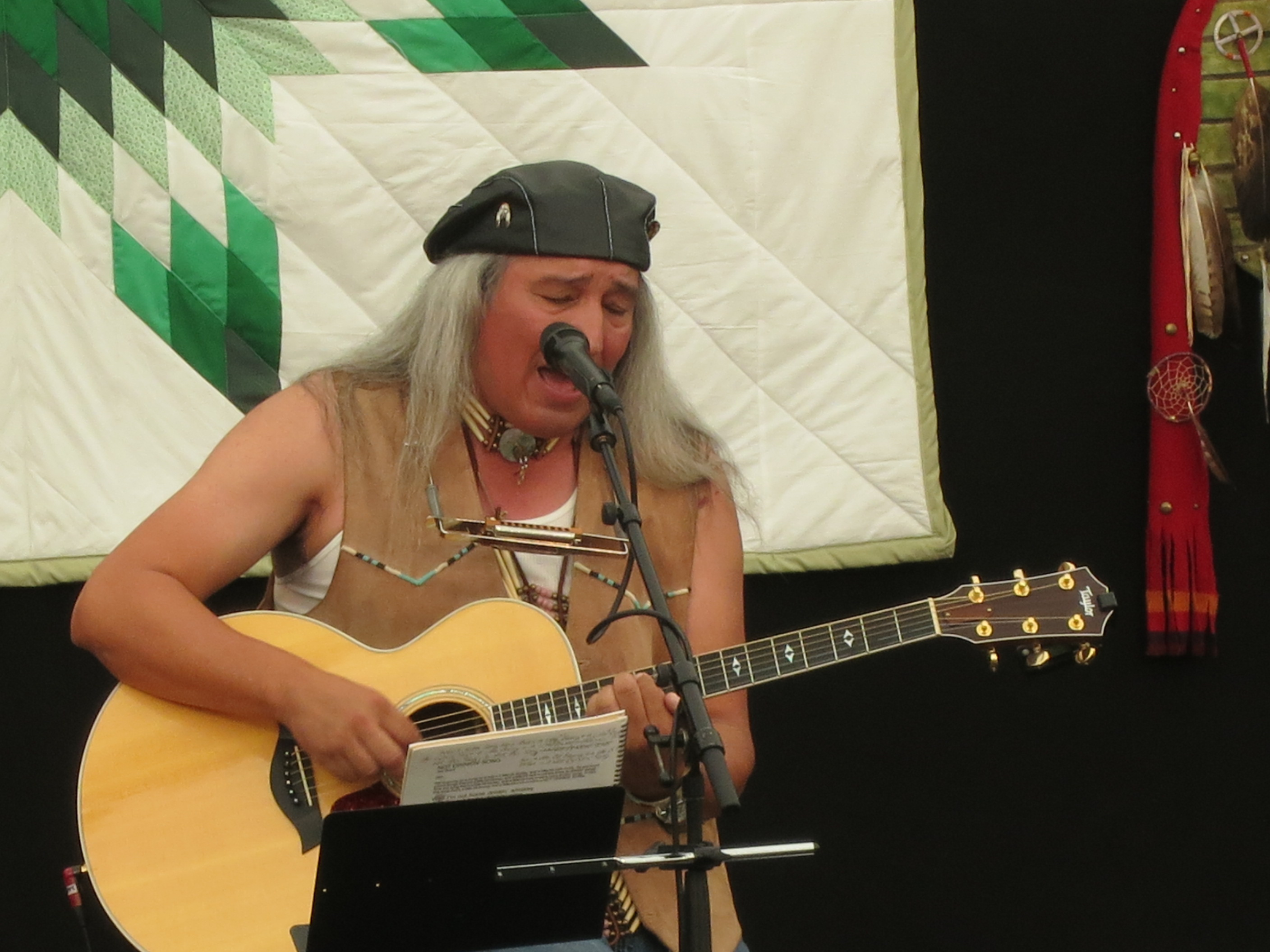
Jim Boyd in concert

Jim Boyd (* 1956 auf der Edwards Air Force Base, Lancaster, Kalifornien; † 21. Juni 2016) war ein Sänger/Liedermacher, Schauspieler und Mitglied der Jim Boyd Band in der Colville Reservation in Washington. Boyd hat in verschiedenen Native-American-Musikgruppen gespielt.

## Leben
Jim Boyd wuchs als Sohn eines Stabsfeldwebels (master sergeant) auf verschiedenen amerikanischen Luftwaffenstützpunkten auf. Er gehörte der Sinixt (Arrow Lakes Band), einer von zwölf Abteilungen des Stammes der Colville an, einer Untergruppe der Spokane. Boyds Großvater war ein Zürcher, der im Jahre 1914 18-jährig nach Amerika auswanderte und eine Colville-Indianerin heiratete. Wenn sich die Familie nicht gerade auf einem Luftwaffenstützpunkt aufhielt, lebte sie in Inchelium, einer Ortschaft der Colville Reservation in der Ferry County, in der Gegend, wo beide Eltern aufwuchsen. Am Ende der Dienstzeit des Vaters übersiedelten sie nach Inchelium.
Nach der Highschool schrieb sich Boyd an der Washington University ein. Es kam ihm dort jedoch so groß und fremd vor, dass er nach ein paar Monaten nach Inchelium zurückkehrte. Fortan widmete er sich der Musik. Mit sechzehn spielte er in einer Band in der Bar seiner Tante. Tom Bee, der Besitzer und Präsident der Sound of America Records sah den 23-jährigen spielen und brachte ihn mit der Band XIT in Albuquerque zusammen, mit der Jim auf Europatournee ging. Nach der Auflösung von XIT war er Leadsänger in verschiedenen Native American Bands wie Winterhawk und Greywolf.
Boyd war Kulturbeauftragter im Colville Business Council.

## Werk
Er ist einer der bekanntesten indigenen Liedermacher und wurde mehrfach mit dem Native American Music Award ausgezeichnet.
Seine Lieder erzählen vom heutigen Leben der Native Americans. Boyd sang 1998 vier Lieder mit Texten von Sherman Alexie für den Soundtrack des Films Smoke Signals und trat in Alexies Film The Business of Fancydancing auf.

### Auszeichnungen
- 1999 2nd Native American Music Awards für die beste Kompilation im Film Smoke Signals
- 2000 Nominierung am Native American Music Awards für Jim Boyd & Rez Bound
- 2002 Nominierung am 5th Native American Music Awards als Künstler des Jahres für AlterNatives, als Liedermacher für Live At The Met und die Schallplatte des Jahres für AlterNatives.
- 2003 Nominierung für den Best Pop/Rock-Song für Live
- 2004 Nominierung für das Album Going to the Stick Games
- 2006 Liedermacher des Jahres mit dem Lied Them Old Guitars und drei Nominationen für das gleichnamige Album